# August von Kageneck
August von Kageneck (Lieser, Renania-Palatinado; 31 de agosto de 1922 - Bad Oldesloe, Lübeck; 10 de diciembre de 2004) fue un militar alemán de familia aristocrática que más tarde se hizo periodista. 
Durante la Segunda Guerra Mundial, fue oficial de tanque e instructor en una escuela de vehículos blindados. Fue herido durante la invasión alemana de la Unión Soviética. 
Es conocido por sus libros sobre la Segunda Guerra Mundial, algunos de ellos publicados en la editorial francesa Perrin. Entre sus títulos, destacan Lieutenant de Panzers, La Guerre à l'Est, Erbo, Pilote de chasse, De la croix de fer à la potence, Roland von Hösslin, Un officier allemand y  Examen de conscience: Nous étions vaincus, mais nous nous croyions innocents.